# كابرخاس ديل بينار
كابرخاس ديل بينار هي بلدية تقع في مقاطعة سوريا، في منطقة قشتالة وليون، في إسبانيا. يبلغ عدد سكانها 485 نسمة وذلك حسب إحصاء السكان سنة 2004. تبلغ مساحتها 124 كم².